# Keramim
Keramim (hebr.: כרמים) – kibuc położony w samorządzie regionu Bene Szimon, w Dystrykcie Południowym, w Izraelu.
Leży w północnej części pustyni Negew, w pobliżu granicy terytoriów Autonomii Palestyńskiej.
Członek Ruchu Kibuców (Ha-Tenu’a ha-Kibbucit).

## Historia
Kibuc został założony w 1980.

## Gospodarka
Gospodarka kibucu opiera się na intensywnym rolnictwie i uprawie winorośli.